# Cristian Dimitrius
Cristian Dimitrius (1975) é um renomado cinegrafista e fotógrafo de vida selvagem brasileiro vencedor do Emmy Awards em 2013 e também apresentador do quadro Domingão Aventura no Programa Domingão do Faustão da Rede Globo.  
Seus trabalhos sempre apresentam uma cinematografia inovadora e técnicas de câmera não ortodoxas tendo créditos em produções feitas para as maiores redes de televisão do planeta, incluindo a BBC, National Geographic, Discovery Channel, TV Globo, History Channel e Animal Planet. 

## Biografia
Nascido em 1975 - Itajubá/MG, ele sempre esteve envolvido com natureza. Depois de cursar Biologia passou a trabalhar full time com mergulho autônomo em diversos pontos do mundo, onde também filmava e fotografava seus alunos e clientes. Após retornar ao Brasil, começou a produzir uma série de matérias para a TV Globo, viajando para diversos lugares ao redor do mundo, sempre em busca de belíssimas imagens da vida selvagem. Hoje ele é um dos poucos cinegrafistas e fotógrafos de natureza do Brasil, dedicando tempo integral exclusivamente a este trabalho. 
Atualmente, Cristian é também um dos apresentadores do quadro Domingão Aventura, no Domingão do Faustão da Rede Globo. Suas matérias tem sido sucesso de público e de críticas, pois ele vem inovando com suas câmeras engenhosas, trazendo imagens nunca mostradas pela televisão brasileira.

### Trabalhos Recentes

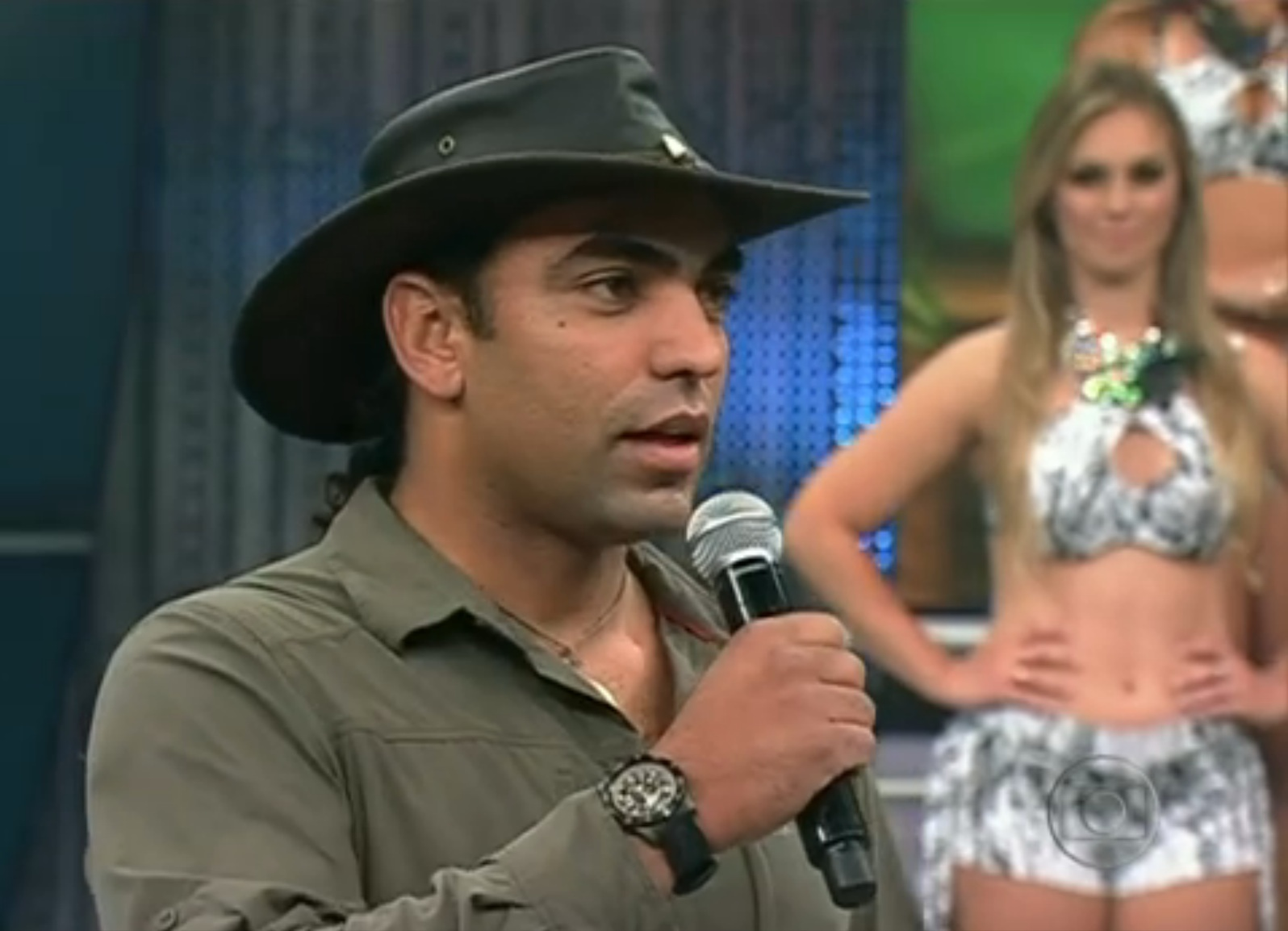
Cristian Dimitrius no Domingão do Faustão

REDE GLOBO - 2011/Atualmente - Cristian Dimitrius apresenta o quadro Domingão Aventura, no programa Domingão do Faustão, trazendo sempre novidades e belas imagens sobre a vida selvagem de nosso planeta e curiosas relações entre pessoas e animais. 

UNTAMED AMERICAS - 2012 - National Geographic Television- Director of photography 
REINO ANIMAL – 2012 - National Geographic Channel- Director of Photography
SECRET BRAZIL - 2012 - National Geographic Channel– Director of Photography
ALCATRAZES - 2012 - Editora Cultura Sub - Photographer
JAGUAR – ONE STRIKE TO KILL -2013- Arte/National Geographic Channel- Director of Photography
BRAZIL A NATURAL HISTORY  – 2014 - Arte/National Geographic Channel – Director of Photography
WILD BRAZIL - 2014 - BBC – Cameraman
URBAN JUNGLE - 2014 - National Geographic
RIVER MONSTERS - 2014 - DIscovery Channel
THE SUNKEN FOREST - 2015 - FRANC 3
U-513 - 2015 - Schurmann Film Company
VOYAGE OF TIME - 2016- IMAX 

#### Livros
Brasil Selvagem - Cultura Sub
Alcatrazes - Google Books
Fique por Dentro: Piratas - Google Books

##### DVD
As 10 Maiores Aventuras do Domingão Aventura - SOM LIVRE[ligação inativa]
Uma cachoeira de cobras, um homem que vive entre leões, cabras que sobem em paredes e um mergulho com crocodilos gigantes na África. Essas são apenas algumas das missões que você viverá junto com a equipe do Domingão Aventura, quadro que completa 10 anos no Domingão do Faustão.Prepare-se. Você está prestes a embarcar em uma grande jornada em busca dos mais incríveis animais do nosso planeta.
Gênero: Aventura
Extras: dicas de fotografia / bastidores das aventuras
Região: All / DVD 9, de camada dupla / Vídeo: Widescreen anamórfico e 4x3 panscan / Áudio: Português dolby digital 2.0 / Tempo Total Aprox.: 90 min. / Classificação Indicativa: Livre